# Kendall Jenner
Pour les articles homonymes, voir Jenner.
Kendall Nicole Jenner, née le 3 novembre 1995 à Los Angeles (Californie), est une personnalité de télévision, mannequin et entrepreneuse américaine.
Bien qu'ayant commencé une carrière dans le mannequinat à quatorze ans, Kendall Jenner est surtout connue pour participer depuis l'âge de douze ans à l'émission sur la chaîne E! : L'Incroyable Famille Kardashian. Elle est le premier enfant de Caitlyn et Kris Jenner. Elle est également la sœur de Kylie Jenner et demi-sœur de Kourtney, Kim, Khloé Kardashian. Elle a aussi des demi-frères : Robert Kardashian, Burt, Brody et Brandon, ainsi qu'une autre demi-sœur : Casey Marino.
Depuis son ascension dans le milieu de la mode en 2013, elle est sollicitée par de nombreuses marques, notamment Calvin Klein, Adidas, La Perla et Estée Lauder, pour qui elle est ambassadrice. Elle défile aujourd’hui pour de grandes maisons de mode lors des semaines de la mode internationales à Paris, Milan et New York. Elle a aussi fait la couverture de plusieurs magazines de mode comme Love, Vanity Fair ou Vogue et défilé pour Victoria's Secret en 2015, 2016 et 2018. Depuis 2017, elle est le mannequin le mieux payé du monde selon Forbes.

## Biographie

### Jeunesse
Kendall Jenner, de son nom complet Kendall Nicole Jenner, naît le 3 novembre 1995 à Los Angeles (Californie). Elle et sa sœur cadette Kylie sont les filles de Caitlyn Jenner et Kris Jenner ; son père est un ancien athlète de haut niveau, spécialisé dans le décathlon et sa mère est une femme d'affaires et ex-épouse de l'avocat Robert Kardashian avec lequel elle a eu quatre enfants (Kim, Khloé, Kourtney Kardashian et Robert Kardashian). Elle a quatre autres demi-frères et demi-sœurs de par son père, de deux précédentes unions : Cassandra, Burt, Brandon et Brody.
Elle grandit à Calabasas, dans la banlieue ouest de Los Angeles. Elle est scolarisée à l'école privée Sierra Canyon School (en) avec Kylie, où elles sont pom-pom girl,, avant d'être scolarisée à domicile pour pouvoir poursuivre sa carrière de mannequin. Elle termine ses années de lycée en 2014.

### Carrière

#### 2012-2014: début dans le mannequinat

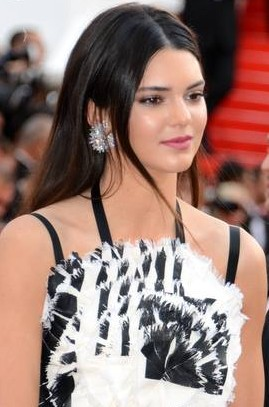
Kendall Jenner sur le tapis rouge lors du Festival de Cannes 2014.

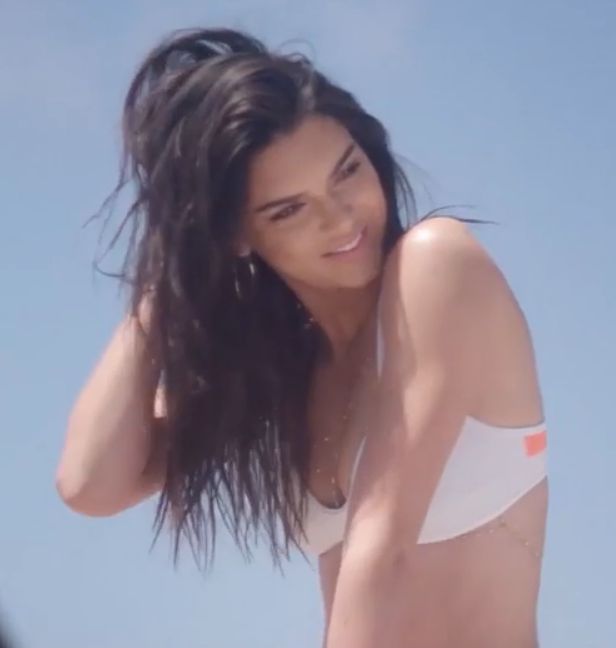
Kendall Jenner lors d'une séance photos pour la marque Topshop collection Kendall + Kylie en 2016.

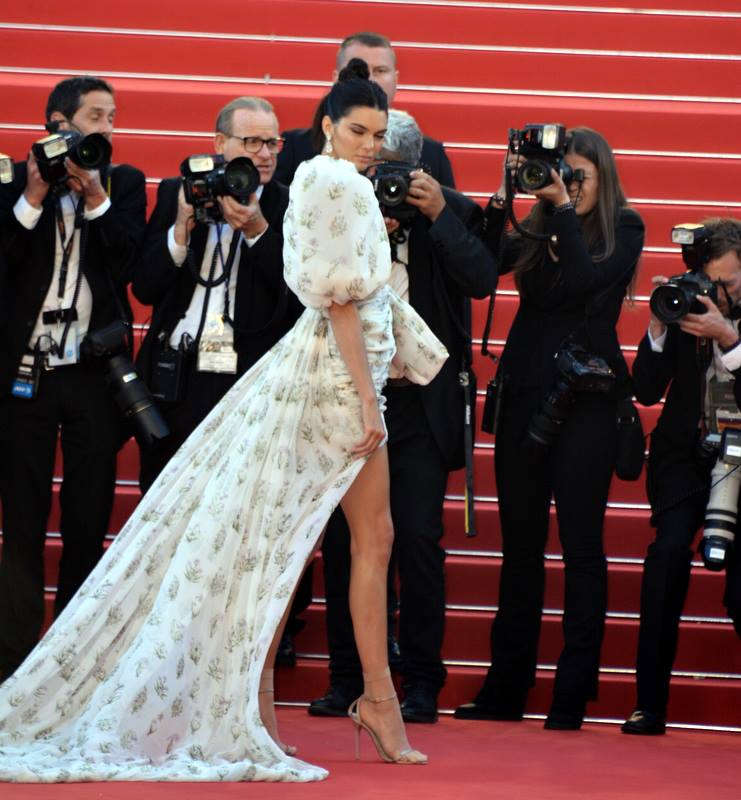
Kendall Jenner sur le tapis rouge lors du Festival de Cannes 2017.

Dès l'âge de 11 ans, elle commence, avec sa famille, une télé-réalité à succès, L'incroyable Famille Kardashian, qui dévoile leur quotidien.
Kendall Jenner commence sa carrière de mannequin à l'âge de quatorze ans, lorsqu'elle signe un contrat avec l'agence de mannequins Wilhelmina Models et fait une séance photo pour la chaîne de vêtements de prêt-à-porter américaine Forever 21,. En été 2012, elle défile aussi pour des marques telles que Lucca Couture, Teen Prom ou encore pour Sherri Hill lors de la New York Fashion Week.
Kendall Jenner apparaît en couverture de Teen Vogue, une première fois en mai 2010 et une deuxième fois avec sa sœur Kylie Jenner en mars 2012. Elle fait aussi diverses autres apparitions à la télévision (par exemple, dans Hawaii 5-0) et elle tient un jeu de questions-réponses avec sa sœur sur YouTube : Keeping Up With Kendall & Kylie. Contrairement à d'autres mannequins, elle ne devient pas célèbre par son métier, c'est au contraire sa notoriété qui l'a amenée à la mode.
En 2013, Kendall et Kylie Jenner développent avec la société PacSun une ligne de vêtements inspirée du style californien.
Sa carrière décolle réellement en 2014. Elle fait des photos pour le magazine Vogue ainsi que pour le Marie-Claire mexicain, cette fois-ci avec sa petite sœur Kylie. Elle défile lors de la Fashion Week de New York en février pour les marques Marc Jacobs, Donna Karan, Diane von Fürstenberg et Tommy Hilfiger. Elle défile également pour Giles Deacon lors de la Fashion Week de Londres avec Cara Delevingne. Lors de la Fashion Week de Milan, elle défile pour Fendi, Ports 1961, Bottega Veneta, Pucci et Dolce & Gabbana. Elle défile également pour Givenchy et Chanel lors de la Fashion Week de Paris en mars 2014.
Depuis novembre 2014, elle est l'égérie publicitaire de la marque américaine de produits cosmétiques Estée Lauder. Elle participe notamment au lancement de la collection capsule « Estée Lauder x Courrèges », en apparaissant vêtue d'une robe Courrèges lors d'une soirée parisienne durant la Semaine de la mode 2015.
En 2014, elle dévoile avec sa sœur Kylie leur premier livre Rebels City Of Indra, écrit par un écrivain professionnel .

#### 2015-2016: confirmation dans l'industrie
En juin 2015, Kendall et sa sœur Kylie lancent une nouvelle collection de vêtements en collaboration avec Topshop nommée Kendall + Kylie. La même année, elle défile pour la première fois pour la marque de lingerie Victoria's Secret, aux côtés de Gigi Hadid.
Durant l'année 2015, elle est apparue dans les campagnes publicitaires S/S 2015 de Marc Jacobs, Karl Lagerfeld et Penshoppe, F/W 2015 de Balmain, Fendi, Penshoppe, PacSun et CPS Chaps et a été le visage de la campagne H&M x Balmain et des collections Underwear et Denim de Calvin Klein.
Depuis le 6 février 2016, elle a sa propre statue de cire au musée Madame Tussauds. Tout au long de l'année 2016, elle enchaine les défilés dans les Fashion Weeks mondiales ; mais la consécration surgit en avril de cette année quand le magazine Vogue dans son édition américaine lui accorde un supplément de 52 pages sous le titre « The Kendall Effect ».
Toujours en 2016, elle commence une carrière de photographe et photographie Kaia Gerber, fille du mannequin Cindy Crawford, pour Love Magazine.
En septembre 2016, le mannequin américain fait la couverture de septembre du magazine Vogue dans son édition américaine, l’édition de septembre étant la plus populaire et la plus attendue de l'année. En octobre, elle fait la couverture de 4 Vogue internationaux : Australie, Espagne, Japon et Allemagne.
Le 31 août 2016, elle apparaît dans le clip du remake de Where is the love ? des Black Eyed Peas.
En 2016, elle figure dans les campagnes publicitaires S/S 2016 de Mango, PacSun, Calvin Klein, Penshoppe et Tiendas Paris et F/W 2016 de Fendi en plus d'apparaître dans les publicités d'Estee Lauder.
En novembre 2016, elle dévoile avec sa sœur Kylie un second livre nommé Times Of The Twins une nouvelle fois écrit par un co-auteur .
En 2016, elle est, selon Forbes, le troisième mannequin le mieux payé de l'année avec 10 millions de dollars engrangés.
En janvier 2017, elle est vue sur le tournage de Ocean's Eight, dont la sortie est prévue en 2018, où elle fera une apparition. La même année, en plus d'apparaître en couverture du Vogue américain en mars et du Vogue indien en mai, Kendall Jenner participe à la campagne publicitaire de Pepsi.

#### Depuis 2017: mannequin le mieux payé du monde
En 2017, elle devient la nouvelle image publicitaire d'Adidas, elle donne ainsi de nombreuses interviews, donne rendez-vous à ses fans dans de grandes villes et met en pratique sa nouvelle passion, la photographie, en photographiant elle-même certains mannequins pour les campagnes publicitaires . Elle devient la même année le nouveau visage de Daniel Wellington pour la collection « Petite Classique » et signe aussi un contrat avec la marque de lingerie La Perla. Ce contrat l'empêche de défiler pour Victoria's Secrets mais Kendall Jenner enchaîne de nombreuses séances photos pour différentes campagnes .
En effet, en 2017, elle apparaît dans les campagnes S/S 2017 de La Perla, PacSun et Penshoppe et F/W 2017 de Fendi (avec Gigi Hadid, La Perla, Ippolita Jewerly, Alexander Wang et Ochirly (avec Bella Hadid), tout en posant pour les magazines de mode internationaux tels que Vogue ou Elle.
De plus, toujours en 2017, à seulement 21 ans, elle est sacrée « Icône mode de la décennie » par la prestigieuse association du Daily Front Row . Finalement, avec 22 millions de dollars gagnés durant l'année, elle détrône Gisele Bündchen en devenant le mannequin le mieux payé de l'année .
En 2018, elle devient avec ses quatre sœurs l’image de la marque Calvin Klein et représente les nouvelles collections dont Calvin Klein Underwear et Calvin Klein Jeans. La campagne est réalisée par Willy Vanderperre qui a photographié Kendall et ses sœurs dans une grange mettant en avant des pièces de lingerie et de jeans de la collection printemps-été 2018. De plus, elle apparaît dans les publicités S/S 2018 de Missoni, Tod's, Ippolita Jewerly et Ochirly (avec Bella Hadid) et F/W 2018 de DSquared2, Calvin Klein (toujours avec sa famille) et Ochirly, en plus de représenter la collection « Arkyn » d'Adidas.
En 2018, elle devient le nouveau visage de la marque française de sac Longchamp, et tourne une publicité à Paris.
Depuis 2013, elle a défilé pour les plus grandes maisons de mode parmi lesquelles Chanel, Givenchy, Dior, Ralph Lauren, Balmain, Marc Jacobs, Fendi, Miu Miu, Versace, Moschino et Diane von Furstenberg.
En 2018, Kendall Jenner déclare qu'elle a été au bord de la dépression nerveuse à la fin de l'année 2017. Elle fait donc une pause et choisit de ne pas défiler pendant une certaine période. Elle se confiera plus tard sur sa dépression au magazine Love pour l'édition spéciale consacrée aux 10 ans du magazine dont elle fait la couverture. En mars 2018, elle reprend son activité pour la maison Versace puis elle revient définitivement lors du mois de la mode consacré à la collection printemps/été de 2018-2019. Elle ne fait cependant aucun défilé pour la Fashion Week de New York, toutefois elle défilera pour celle de Londres pour la marque Burberry dont son ami, Riccardo Tisci, est le nouveau directeur artistique. Elle revient ensuite sur les podiums de Milan,.
Avec aujourd'hui plus de 236 millions d'abonnés sur Instagram, elle est très présente sur les réseaux sociaux et devient donc très influente voire incontournable ; faisant partie des « Instagirls » au même titre que Cara Delevingne ou Gigi Hadid. C'est d'ailleurs le mannequin le plus suivi sur les réseaux, loin devant d'autres top modèles très célèbres comme Gigi et Bella Hadid. Cette large présence sur Instagram reste son meilleur outil face aux marques en recherche d'une autre façon de faire de la publicité. Elle peut ainsi percevoir jusqu'à 500 000 $ par placement de produit.
En février 2021, elle annonce le lancement prochain d'une marque de tequila appelée « 818 Tequila »,,. La société est lancée trois mois plus tard par l'entrepreneuse américaine,. En mars 2023, la marque est certifiée B Corp,,.  « Je suis très fière de cette réussite au cours de nos deux premières années d'activité. J'ai fondé cette entreprise en plaçant le développement durable au cœur de ses préoccupations, et le fait d'être reconnu pour cet engagement nous motive à poursuivre ces objectifs » déclare Kendall Jenner. En février 2024, sa tequila, qui est réalisée artisanalement à Jalisco, au Mexique, est officiellement commercialisée en France,.
En juillet 2023, elle est la nouvelle ambassadrice de L'Oréal Paris,,.

### Vie personnelle
En 2016, à bientôt 21 ans, elle achète sa première maison à Hollywood d'une valeur de 6 millions de dollars, mais s'en sépare seulement un an plus tard pour un manque de sécurité. En effet, un fan a pénétré dans son allée pour essayer de partager un moment avec elle, tandis que d'autres fans lui avaient dérobé 200 000 dollars de bijoux. En octobre 2017, elle achète la maison de Charlie Sheen, dans le riche quartier de Beverly Hills, pour la somme de 8,55 millions de dollars.
Elle a révélé dans L'Incroyable Famille Kardashian souffrir de paralysie du sommeil.

#### Vie sentimentale
En 2011, Kendall Jenner est en couple durant quelques mois avec un dénommé Ryan Nassif (né le 28 août 1995), rencontré au lycée. De 2012 à 2014, elle vit sa première histoire d'amour sérieuse avec Julian Brooks (né le 21 juin 1993), également rencontré au lycée, malgré de nombreuses séparations et réconciliations en deux ans,. En début d'année 2014, elle a une courte relation avec le chanteur britannique Harry Styles, avec qui elle se réconcilie en fin d'année 2015 jusqu'en février 2016. 
Très discrète sur sa vie privée, Kendall Jenner explique en 2015 qu'elle refuse de l'afficher et d'en parler, contrairement aux autres membres de sa famille. En 2017, elle fréquente durant plusieurs mois le rappeur et ami de longue date, ASAP Rocky. Durant l'été 2017, elle entame une relation secrète avec le basketteur des Clippers, Blake Griffin, divorcé et père de deux enfants. Le couple reste relativement secret sur leur situation durant de longs mois. Ils finissent par se séparer en avril 2018.
Au printemps 2018, elle devient la petite-amie du basketteur australien Ben Simmons. Leur couple fait couler beaucoup d'encre, car le basketteur est toujours en couple avec la chanteuse Tinashe et, en juin 2018, Kendall Jenner est photographiée en train d'embrasser Anwar Hadid (né le 22 juin 1999), le petit frère des mannequins Gigi et Bella Hadid, lors d'une fête. Cependant, en juillet 2018, Kendall Jenner et Ben Simmons officialisent leur couple et emménagent ensemble à Los Angeles,. Après plusieurs ruptures et réconciliations, leur séparation définitive est annoncée en février 2020. 
De juin 2020 à octobre 2022, Kendall Jenner a une relation médiatisée avec le basketteur américain Devin Booker, connaissant plusieurs ruptures et réconciliations,. En 2023, elle fréquente pendant plus de dix mois le rappeur et chanteur portoricain Bad Bunny. En 2024, elle se réconcilie brièvement avec le rappeur, avant de brièvement se réconcilier avec Devin Booker. 

## Polémiques

### 2017: publicité Pepsi
En 2017, à l'occasion de la sortie d'un spot publicitaire pour la nouvelle campagne de Pepsi, Kendall apparaît dans une publicité mettant en scène des manifestants face à des miliciens armés. Cette dernière, en voulant apaiser les tensions, offre une cannette de la marque à l'un des policiers, avant que la foule ne se mêle en célébrant leur joie. Jugée de mauvais goût, l'opinion et les médias dénonceront les maladresses de la marque, le pays étant en proie à de grandes manifestations sociales contre les discriminations raciales et les violences policières s'étant déroulées les jours précédents. Ainsi, les internautes accuseront Pepsi d'essayer de réduire au silence les actes de résistances politiques. Pepsi présente ses excuses et retire la publicité. Cependant, Kendall ne s'exprimera pas sur l'incident durant plusieurs mois,.

### 2018: déclaration sur le monde du mannequinat
En 2018, les déclarations de Kendall sur le monde du mannequinat provoquent l'indignation de ses consœurs, comme Vita Sidorkina, qui les juge irrespectueuses. 

### 2020: soirée pendant la pandémie de Covid-19
En 2020, elle est épinglée pour avoir fêté son anniversaire en compagnie d'une centaine de convives, en dépit des règles sanitaires et mesures de distanciation sociales,.

### 2021: accusation d'appropriation culturelle
En 2021, Kendall est décriée lorsqu'elle annonce le lancement de sa marque de tequila. Elle est ainsi accusée d'appropriation culturelle sur les réseaux sociaux,.

## Filmographie

### Télévision
- 2007- 2021 : L'Incroyable Famille Kardashian : elle-même (285 épisodes)
- 2008 : E! True Hollywood Story : elle-même
- 2009 : Les Sœurs Kardashian à Miami : elle-même
- 2011 : Khloé and Lamar : elle-même
- 2011 : Les Kardashian à New York : elle-même
- 2012 : Top Model USA Saison 18 : elle-même (mannequin)
- 2012 : Hawaii 5-0 : Aj (saison 3, épisode 6)
- 2009-2013 : Les Soeurs Kardashian à Miami : elle-même
- 2014 : Ridiculousness : elle-même (guest-star)
- 2014 : The High Fructose Adventures of Annoying Orange (en) : Strawberry (saison 2, épisode 23)
- 2014 : House of DVF : elle-même (guest-star)
- 2014 : Les Kardashian dans les Hamptons : elle-même
- 2016 : Rob & Chyna : elle-même
- 2017 : Life Of Kylie : elle-même
- 2022 : Les Kardashian : elle-même

### Cinéma
- 2018 : Ocean's 8 de Gary Ross : elle-même (caméo)

### Clip
- 2014 : Burn Book de Columbine Goldsmith
- 2017 : All of my Ladies de Chris Brown
- 2017 : Enchanté (Carine) de Fergie
- 2018 : Freaky Friday de Lil Dicky

### Présentatrice
- 2013-2014 : American Music Awards
- 2014 : Billboard Music Awards
- 2014 : MuchMusic Video Awards (co-présentatrice avec Kylie Jenner)
- 2016 : MTV Movie Awards (co-présentatrice avec Gigi Hadid)

## Distinctions

### Récompenses
- 2013 : Teen Choice Awards : Personnalité féminine de télé-réalité de l'année (avec Kris Jenner, Kim Kardashian, Kourtney Kardashian, Khloé Kardashian et Kylie Jenner pour l'Incroyable Famille Kardashian)
- 2015 : Models.com MDX Model Of The Year Awards 2014 : Star montante féminine
- 2015 : Teen Choice Awards : Mannequin de l'année
- 2015 : IADAS: The Lovie Awards : « Internet Video : Viral Video »
- 2015 : Models.com MDX Model Of The Year Awards 2015 : "Social Media Star : Women"
- 2016 : Teen Choice Awards : Mannequin de l'année
- 2016 : Teen Choice Awards : Personnalité féminine la plus « hot »
- 2017 : Fashion Media Awards: « Fashion Icon » de la décennie
- 2017 : Teen Choice Awards : Mannequin de l'année

### Nominations
- 2014 : Young Hollywood Awards : Personnalité la plus chic
- 2014 : Young Hollywood Awards : Icône de style
- 2014 : Teen Choice Awards : Personnalité féminine la plus « hot »
- 2014 : Teen Choice Awards : Icône de la mode style « bonbon »
- 2014 : Teen Choice Awards : Personnalité féminine de télé-réalité de l'année (avec Kris Jenner, Kim Kardashian, Kourtney Kardashian, Khloé Kardashian et Kylie Jenner pour l'Incroyable Famille Kardashian)
- 2015 : InStyle Social Media Awards : « Runway Rockstar »
- 2015 : InStyle Social Media Awards: « Trendiest Teen Queen »
- 2015 : Models.com MDX Model Of The Year Awards 2015 : « Social Media Star Women : Industry Choice »
- 2015 : Models.com MDX Model Of The Year Awards 2015 : « Model Of The Year Women : Readers' Choice »
- 2016 : IADAS: The Webby Awards : « Celebrity Website »
- 2016 : British Fashion Awards : Mannequin de l'année